# Aston Martin AMR24
O Aston Martin AMR24 é um modelo de carro de Fórmula 1 projetado e desenvolvido pela Aston Martin Aramco F1 Team que competiu no Campeonato Mundial de Fórmula 1 de 2024. Foi o quarto carro de Fórmula 1 inscrito pela Aston Martin desde que voltou à categoria em 2021, foi pilotado pelo bicampeão mundial Fernando Alonso e por Lance Stroll, com as funções de piloto reserva sendo administradas por Felipe Drugovich e Stoffel Vandoorne, com o primeiro sendo o substituto obrigatório de treinos livres de novatos da equipe nos Grandes Prêmios do México e de Abu Dhabi.

## História
O AMR24 foi revelado em 12 de fevereiro de 2024. Ele apresentava uma pintura muito semelhante à do AMR22 e AMR23, embora o patrocinador principal, Aramco, tivesse maior presença no carro, ao longo dos sidepods, asa dianteira e asa traseira. A pintura apresentava mais fibra de carbono nua, para economizar peso, uma tendência vista em todo o grid em 2024.
Comparado ao seu antecessor, o AMR23, que conquistou 8 pódios na temporada de 2023, o AMR24 teve um desempenho pior e não conquistou um único pódio durante toda a temporada, apesar da equipe ter mantido o 5º lugar no Campeonato de Construtores da temporada anterior. O melhor resultado foi alcançado por Fernando Alonso, com seu quinto lugar no GP da Arábia Saudita. O bicampeão espanhol também foi o responsável pela maioria dos 94 pontos que a Aston Martin alcançou em 2024.

## Links externos
- Sítio oficial